# 92 FM (São Luís)
92 FM é uma emissora de rádio brasileira sediada em São Luís, capital do estado do Maranhão. Opera no dial FM, na frequência 92.3 MHz (concessionada em Paço do Lumiar), e mantém uma programação de entretenimento, música e notícias, voltada ao público religioso. A emissora pertence à Fundação Nagib Haickel, no entanto, devido a um acordo de gerenciamento local, é controlada pela R&J Comunicações. Seus estúdios estão localizados no 12.º andar do Edifício Empresarial Jaracaty, no bairro homônimo, e seus transmissores estão localizados na Vila Kiola, em São José de Ribamar, na torre da Mais FM.

## História
Após o fim da Manancial FM, em 2009, Ramon Ernandes e Janaína Barros investiram na criação de uma nova emissora de rádio voltada para o público religioso. Após cerca de um mês de testes, a 92 FM foi oficialmente inaugurada em 1.º de fevereiro de 2010, com o slogan "A sua nova família".
Em 2012, após completar 2 anos no ar, comemorou o primeiro lugar no segmento gospel e o segundo lugar no geral, e ganhou também o prêmio Globo de Marketing, como a Rádio Gospel destaque Norte e Nordeste 2011. No mesmo ano, renovou a sua plástica sonora, com novas vinhetas e um novo slogan, "Perfeita pra você!". Em abril do mesmo ano, passou a transmitir entre meia-noite e 5h, a programação da Rádio Trans Mundial, que até então vinha sendo transmitida apenas pela Esperança FM.
Em 7 de outubro de 2021, a emissora deixou as instalações que dividia com a Mais FM na Vila Kiola, em São José de Ribamar, e migrou para novos e modernos estúdios no Edifício Empresarial Jaracaty, em São Luís.

## Programas e comunicadores
- 92 Esportes & 92 News (Beatriz Marks)
- 92 Online
- 92 Sertanejo (Mário Porto)
- Café com o Bispo (Renato Chaves)
- DNA
- Livre Acesso (Rodrigão Big Show)
- Energia Máxima (Ramon Ernandes e Enky Maravilha)
- Entre Amigos (Mário Porto)
- Estação Vida (Mário Porto)
- Na Hora (Flávio Chocolate)
- Na Roda dos Esclarecedores (Lauran Lins)
- Neurônio (Rubem Mukama)
- New Music (Windson Clay)
- No Break (Rodrigão Bigshow)
- Play Hits
- Plug and Play (Rodrigão Bigshow)
- Ponto & Vírgula (Leandro Miranda, Ricardo Marques, Rogério Silva e Paulo Negrão)
- Super Light (Enky Maravilha)
- Top DJ (DJ Titó)
- Ultraleve
- Up 92 (Jorge Damous)
- Vitamina (Keyti Marrone)